# صباح (فلم)
صباح ((بالإنجليزية: Sabah: A Love Story)) هو فيلم إنتاج عام 2005 ومن إخراج ربا ندا.
لعبت بطولة الفيلم الممثلة لبنانية الأصل آرسينيه خانجيان والتي أدت دور صباح المرأة المسلمة التقليدية التي تعيش في كندا؛ حيث تقع حب رجل كندي من غير المسلمين (أدى دوره شون دويل).
تم تصوير الفيلم في تورونتو، وكان لدى المخرجة ربا ندا 20 يوماً فقط لاستكمال التصوير الفوتوغرافي الرئيسي لهذا المشروع.

## الموضوع
يوم واحد، عندما الصباح تتوقع أنها الأقل، وقالت انها تقع في الحب مع الرجل الخطأ. انها مسلمة، وقال انه ليس كذلك. دون علم أسرتها، تذهب على القضية زوبعة قبل كل من الثقافة والحب تصطدم.

## وصلات خارجية
- Sabah official website (Archive) (بالإنجليزية)
- Sabah at Mongrel Media (EN). (بالإنجليزية)
- مقالات تستعمل روابط فنية بلا صلة مع ويكي بيانات
- "Sabah" (Archive). Mongrel Media (EN). (بالإنجليزية) - PDF press kit